# Апанащенко, Дарья Александровна
Дарья Александровна Апанащенко (укр. Дарина Олександрівна Апанащенко; род. 16 мая 1986, Кривой Рог, Днепропетровская область) — украинская футболистка, нападающий клуба «Жилстрой-1» и капитан сборной Украины. Одна из футболисток-универсалок: выступает как на позиции полузащитника, так и нападающего. Рекордсменка сборной Украины по количеству сыгранных матчей (155) и лучший бомбардир в её истории (66 гола). Участница чемпионата Европы 2009 года.

## Карьера
Окончила среднеобразовательную школу № 130 города Кривой Рог. Футболом занимается с шести лет, в возрасте 15 лет дебютировала в большом футболе в составе клуба «Киевская Русь» из Киева. В 2001 году начала играть в составе черниговской «Легенды». В 2004 году уехала в Россию играть за воронежскую «Энергию», а после её расформирования перешла в «Рязань-ВДВ». В 2009—2017 годах года играла в составе пермской «Звезды-2005». В 2018 году перешла в харьковский «Жилстрой-1».
В сборной Украины играет с 2002 года. Участница чемпионата Европы 2009 года.

## Достижения

### Командные
«Легенда»
- Чемпионка Украины (1): 2002
- Бронзовая призёрка чемпионата Украины (1): 2003
- Обладательница Кубка Украины (2): 2001, 2002
- Финалистка Кубка Украины (1): 2003

«Звезда-2005»
- Чемпионка России (4): 2009, 2014, 2015, 2017
- Серебряная призёрка чемпионата России (2): 2013, 2016
- Бронзовая призёрка чемпионата России (1): 2010
- Обладательница Кубка России (4): 2011/12, 2013, 2015, 2016
- Финалистка Кубка России (1): 2009
- Финалистка Кубка УЕФА (1): 2008/09

«Жилстрой-1»
- Чемпионка Украины (3): 2017/18, 2018/19, 2020/21
- Обладательница Кубка Украины (2): 2017/18, 2018/19

«Фомгент Женклик ви Шпор»
- Чемпионка Турции (1): 2022/23

### Личные
- Футболистка года на Украине (7): 2009, 2010, 2015, 2016, 2017, 2018, 2019, 2020

## Рекорды
- Рекордсменка сборной Украины по количеству сыгранных матчей: 155
- Лучший бомбардир в истории сборной Украины: 66 голов